# Parker Brothers
Parker Brothers, vaak afgekort tot Parker Bros., was een Amerikaans producent van speelgoed en bordspellen zoals Risk, Cluedo en Monopoly. De firma werd in 1991 overgenomen door Hasbro en is nu een merk van dit bedrijf. In de jaren 1980 bracht de firma ook computerspellen uit voor onder meer de Atari 2600 en de Commodore 64.

## Geschiedenis
Parker Brothers werd opgericht in Salem (Massachusetts) in 1883 door de 16-jarige George S. Parker om zijn bordspel Banking uit te geven. Het bedrijf heette oorspronkelijk George S. Parker Company maar veranderde haar naam in Parker Brothers in 1888 toen Parkers broer Charles bij het bedrijf kwam. In 1898 kwam ook een derde broer bij het bedrijf, Edward H. Parker.
In 1906 kwam Parker Brothers met het kaartspel Rook, dat al snel het bestverkochte kaartspel in de VS werd. Na het spel Monopoly in 1934 te hebben afgewezen, besloot het bedrijf een jaar later het spel toch aan te kopen. Het bleek een onmiddellijk succes.
Parker Brothers bleef een familiebedrijf tot 1963, toen het werd verkocht aan General Mills. In 1985 voegde General Mills haar Kenner- en Parker Brothers-divisies samen tot het dochterbedrijf Kenner Parker Toys, Inc. Dit bedrijf werd in 1987 verkocht aan Tonka, dat het weer opsplitste in Kenner en Parker Brothers. Toen Tonka zelf in 1991 werd opgekocht door Hasbro, werd Parker Brothers een merk van dit bedrijf.

## Spellen van Parker Brothers

### Bordspellen
- Boggle
- Cluedo
- Mad
- Monopoly
- Ouijabord
- Pictionary
- Risk
- Trivial Pursuit
- Can't Stop

### Computerspellen
- Circus Charlie
- Gyruss
- Q*bert
- Star Wars: The Empire Strikes Back

### Andere spellen
- Merlin-spelcomputer
- Nerf-speelgoedwapens en -ballen